# Sjef Janssen (ruiter)

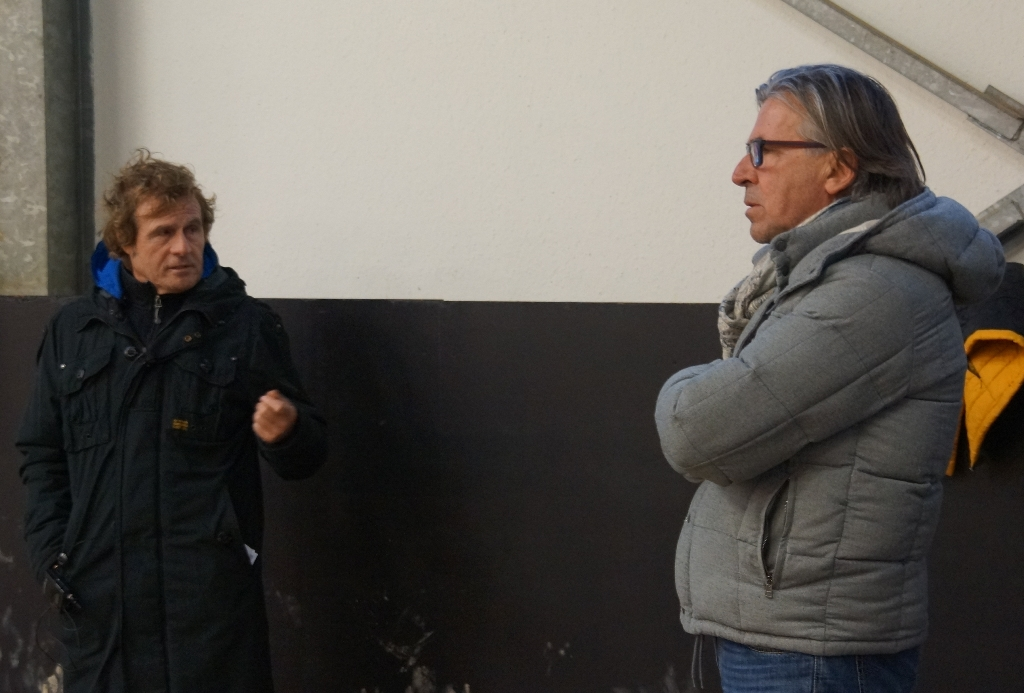
Sjef Janssen (links)

Sjef Janssen (Elsloo, 15 januari 1950) is een voormalig Nederlands paardendressuurruiter en dressuurtrainer/coach. Hij is vooral bekend als levenspartner en tevens trainer van Anky van Grunsven en als bondscoach van de Nederlandse dressuurequipe.

## Biografie
Sjef Janssen werd geboren als zoon van de professionele wielrenner Sjefke Janssen. Veel dorpsgenoten verwachtten dat Sjef later als wielrenner in de voetsporen van zijn vader zou treden. In zijn jeugdjaren voetbalt hij bij de plaatselijke voetbalvereniging Haslou, speelt hij tennis en gaat hij ook fietsen. In geen van deze sporten wordt hij echter een uitblinker. Op negentienjarige leeftijd verlaat Sjef het ouderlijke huis in Elsloo en treedt hij in het huwelijk. 
In 1974 komt hij voor het eerst in aanraking met paarden als hij een pony koopt voor zijn dochtertje. Later koopt hij een paard waar hij zelf op gaat rijden en gaat hij paardrijlessen volgen. Hij kreeg hier zoveel plezier in dat hij zelf begon met het opleiden van zijn eigen jonge hengst Oron. Zijn interesse in de paardenwereld werd zó groot dat hij besloot om zijn bedrijf, een assurantiekantoor, te verkopen. Samen met een partner investeerde hij zijn geld in een manege in Ulestraten en ging hij manegelessen verzorgen. Hij ging een cursus klassieke rijkunst volgen in Neeroeteren (België). Helaas ging de manege failliet, maar inmiddels was gebleken dat Sjef een bijzonder talent had voor het africhten van paarden. Zijn paard Oron ging alsmaar beter lopen en Sjef bracht de hengst uit in de L, M en later ook de Z-dressuur. 
In 1983 reed hij voor het eerst mee op het Nederlands kampioenschap dressuur en hij werd meteen kampioen in de Z-klasse. Hij werd met Oron opgenomen in het Nederlandse team en behaalde een bronzen medaille op het Europese Kampioenschap in Aken met het team. Individueel behaalde hij in Aken een 8e plaats. Ondanks zijn goede resultaten werd hij echter niet geselecteerd voor het dressuurteam  voor de Olympische Spelen van Los Angeles. Hij was daar zo door teleurgesteld dat hij zijn paard Oron voor een hoog bedrag verkocht aan een  Amerikaanse vrouw die hem al eerder had gepolst om het paard te verkopen. Hij ging zich vervolgens meer bezighouden met het africhten en trainen van paarden tot Grand Prix-niveau. 
In 1988 leerde hij Anky van Grunsven kennen in Schoten (België), waar ze aan de start kwam met Prisco. In haar voorbereiding gaf Sjef haar enkele tips over het rijden van tempowisselingen en waar Anky in de wedstrijd haar voordeel mee deed. Anky kwam bij Sjef trainen en in 1991 reden ze beiden op het Europees Kampioenschap in Donaueschingen. Sjef behaalde een 8e plaats met de merrie Olympic Bo, terwijl Anky 5e werd met Bonfire en het team een bronzen medaille behaalde. Eerder dat jaar werd hij al 3e op het Nederlands Kampioenschap, waar Anky eerste werd. Bo werd uiteindelijk verkocht, aan de heer Gordijn. Sjef en Anky kregen een relatie en 1991 was ook het jaar waarin het stel ging samenwonen in Gemert. 
Sjef bleef actief in de dressuursport. Hij werd trainer van het Amerikaanse dressuurteam, gaf dressuurlessen en handelde in paarden. Ook was Sjef een tijd lang de trainer van de Nederlandse dressuurruiter Arjen Teeuwissen. 
Sjef heeft zijn eigen "systeem" van trainen, waarbij het belangrijkste is dat het paard met zo min mogelijk hulpen zijn oefeningen doet door het optimaal te gymnastiseren.
In 2005 won Anky met I.P.S Salinero de Wereldbekerfinale in Las Vegas, en de dag erna besloten Sjef en Anky deze overwinning te vieren door te gaan trouwen. Op 24 april 2005 in een Elvistrouwkapel in Las Vegas gaven zij elkaar het ja-woord. Later in 2005 werd Sjef Janssen bondscoach van het Nederlandse dressuurteam. In 2006 behaalde zijn team in Aken een zilveren medaille tijdens de Wereldruiterspelen. In 2007, tijdens het Europese Kampioenschap in Turijn, behaalde zijn team de gouden medaille. Voor het eerst in de dressuurhistorie werd Duitsland tweede, een overwinning voor Janssen als bondscoach. Op 6 maart 2007 werd het tweede kind van Sjef en Anky geboren, een meisje genaamd Ava Eden. 
In april 2007 wilde Janssen stoppen als bondscoach, omdat hij niet vond dat het team op één lijn zit. Er werden maatregelen getroffen, waar alle partijen tevreden mee waren, en Sjef Janssen keerde niet veel later terug als bondscoach van het Nederlandse dressuurteam. 
Samen met het team werd begonnen met een intensieve voorbereiding op de Olympische Spelen van 2008 in Beijing met als resultaat een zilveren medaille bij dressuur teams en een gouden medaille voor dressuur individueel voor Anky van Grunsven, haar derde gouden medaille op de Spelen.
Janssen was tot 2024 bondscoach. Hij werd opgevolgd door Patrick van der Meer.

## Onderscheiding
Janssen is op 3 november 2014 benoemd tot Ridder in de Orde van Oranje-Nassau.

## Paarden
- Oron: hengst, Grand-Prix dressuur en verkocht naar Amerika.
- Olympic Bo: merrie, van Rinaldo, Grand-Prix dressuur en wordt daarna door Sven Rothenberger en Gonnelien Gordijn gereden.

## Resultaten
- 1983: Nederlands Kampioen Z dressuur met Oron
- 1984: Europees Kampioenschap in Aken, brons met het team en 8e individueel met Oron
- 1991: Europees Kampioenschap in Donaueschingen, brons met het team en 8e individueel met Olympic Bo